# U-Bahn-Station Landstraße
Landstraße is een metrostation in het district Innere Stadt van de Oostenrijkse hoofdstad Wenen en wordt bediend door lijnen U3 en U4.

## Stadtbahn
In de tweede helft van de 19e eeuw groeide de Weense bevolking fors en werden meerdere kopstations van verschillende spoorwegmaatschappijen geopend. Om het vervoer tussen de buitenwijken en de binnenstad te verbeteren en de kopstations onderling te verbinden werd in 1892 besloten tot de aanleg van de Stadtbahn met vier lijnen waaronder de Wientallinie. Deze 11 km lange lijn werd, tegelijk met de kanalisering van de Wien, aangelegd en kreeg als oostelijk eindpunt twee perrons bij het spoorwegstation Hauptzollamt. Op 6 augustus 1901 werd de Donaukanallinie via een brug over de Wien aan de andere kant van het station aangesloten en daarmee was doorgaand verkeer mogelijk op het traject dat sinds 1981 als U4 bereden wordt. Tussen juni en oktober 1925. werd dit traject geëlektrificeerd en op 7 september 1925 begon de dienst met elektrische sneltrams, eveneens linksrijdend.

## Metro
Op 26 januari 1968 werd besloten om een metronet aan te leggen waarbij de Wientallinie en de Donaukanallinie zouden worden omgebouwd tot lijn U4. De ombouw tot metro vond plaats tussen 1976 en 1981, het station werd in 1977 en 1978 geschikt gemaakt voor metroverkeer. Hierbij werden de zijperrons vervangen door een eilandperron en de stroomvoorziening van bovenleiding op derde rail omgezet. Op 15 augustus 1978 verving de metro de rode sneltrams van de Stadtbahn. In november 1983 werd begonnen met de bouw van de U3 die eveneens Landstraße zou aandoen. Ten noordwesten van Landstraße werd tussen de twee sporen naar het westen een enkelsporig verbindingsspoor aangelegd dat bij de Schwedenplatz op de U4 aansluit. De reizigersdienst op de U3 bij Landstraße ging op 6 april 1991 van start.

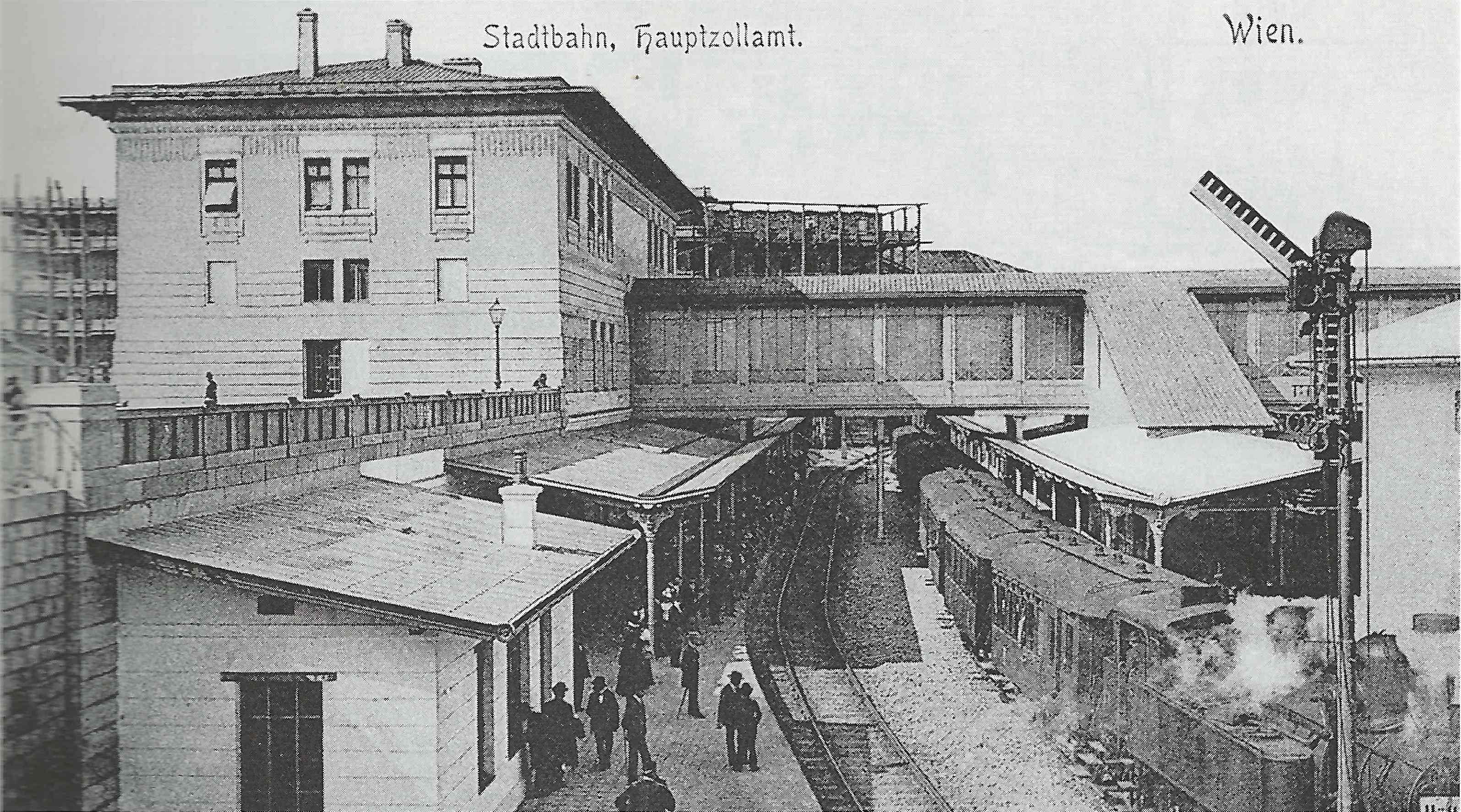
Het station in het stoomtijdperk.
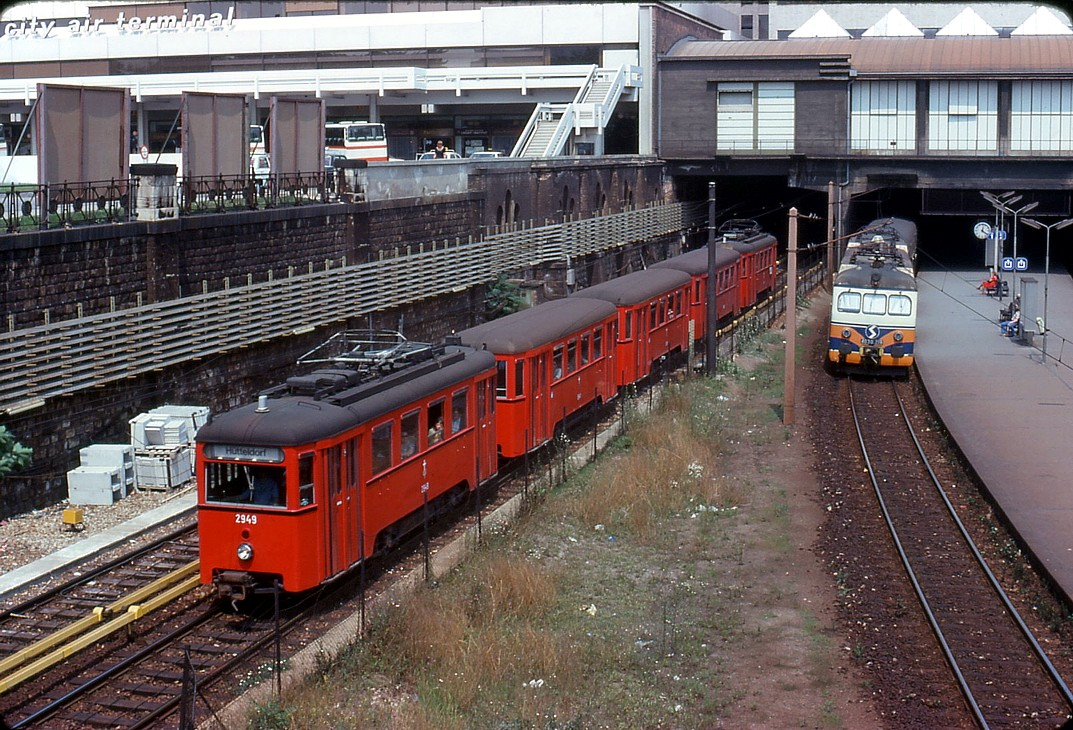
Station Landstrasse op 26 juli 1978.
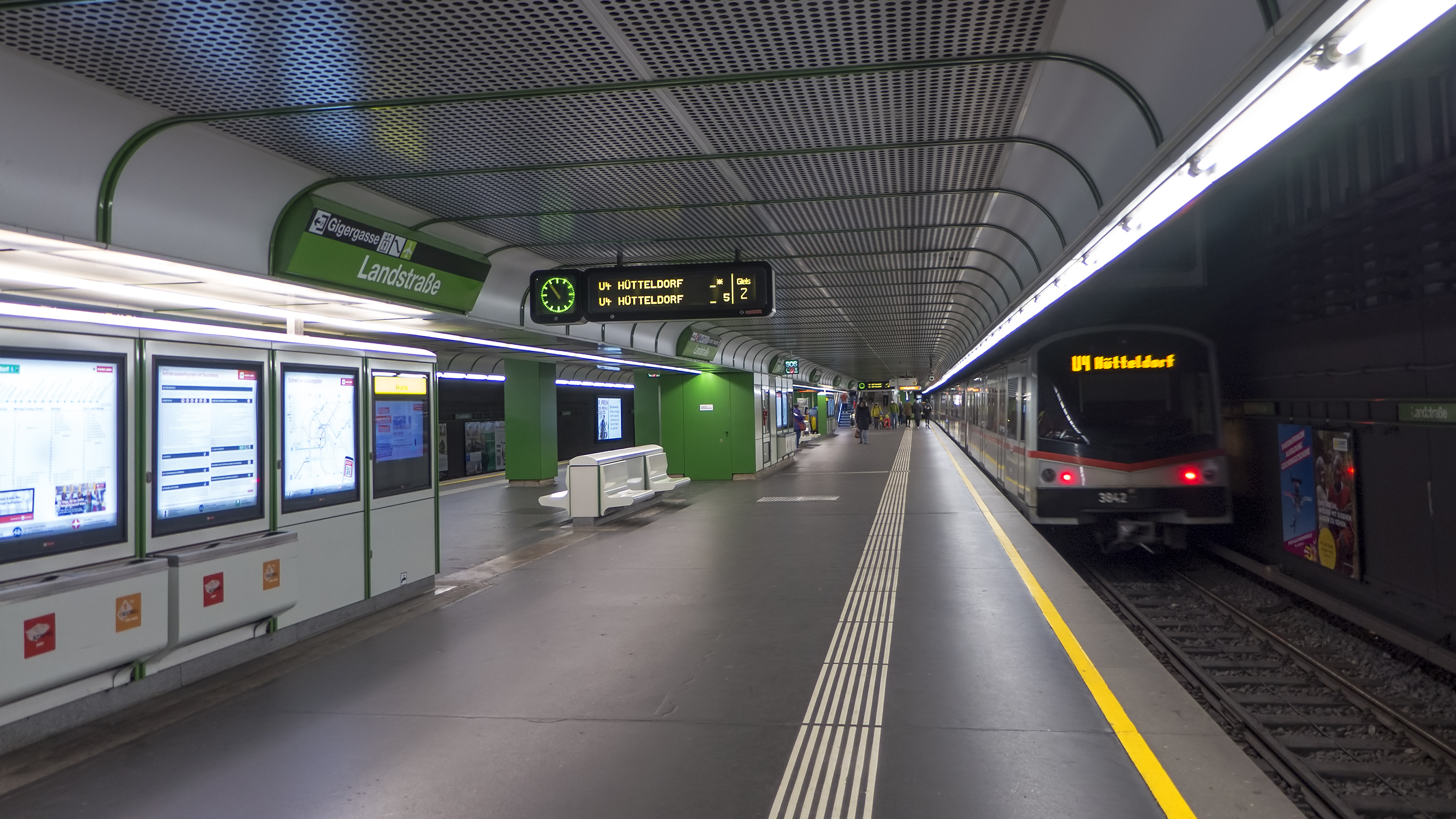
Het perron van de U4.